# Nitrato de magnesio
El nitrato de magnesio es un compuesto químico con fórmula Mg(NO3)2. El nitrato de magnesio es una sal inorgánica muy soluble en agua y en alcohol, y tiene la apariencia de finos cristales de color blanco.

## Aplicaciones
El nitrato de magnesio es utilizado como fertilizante por su alto valor nutritivo, ya que proporciona magnesio y nitrógeno, nutrientes importantes en el crecimiento de los cultivos.
En la industria es utilizado para la fabricación de productos químicos, como la sal de magnesio y nitrato.
- Datos: Q411014
- Multimedia: Magnesium nitrate / Q411014

1. ↑  Número CAS